# Robert Rich, 2. Earl of Warwick

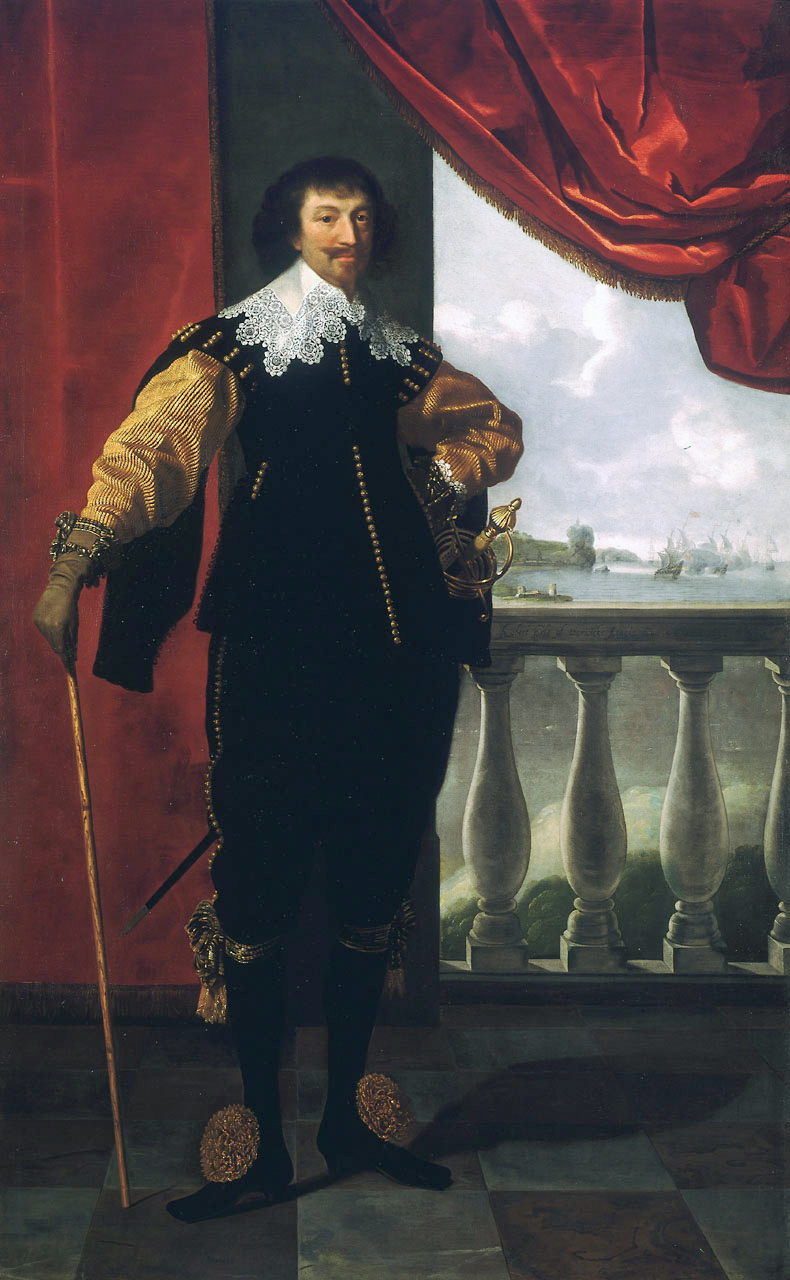
Robert Rich, 2. Earl of Warwick, um 1632

Wappen des Robert Rich, 2. Earl of Warwick

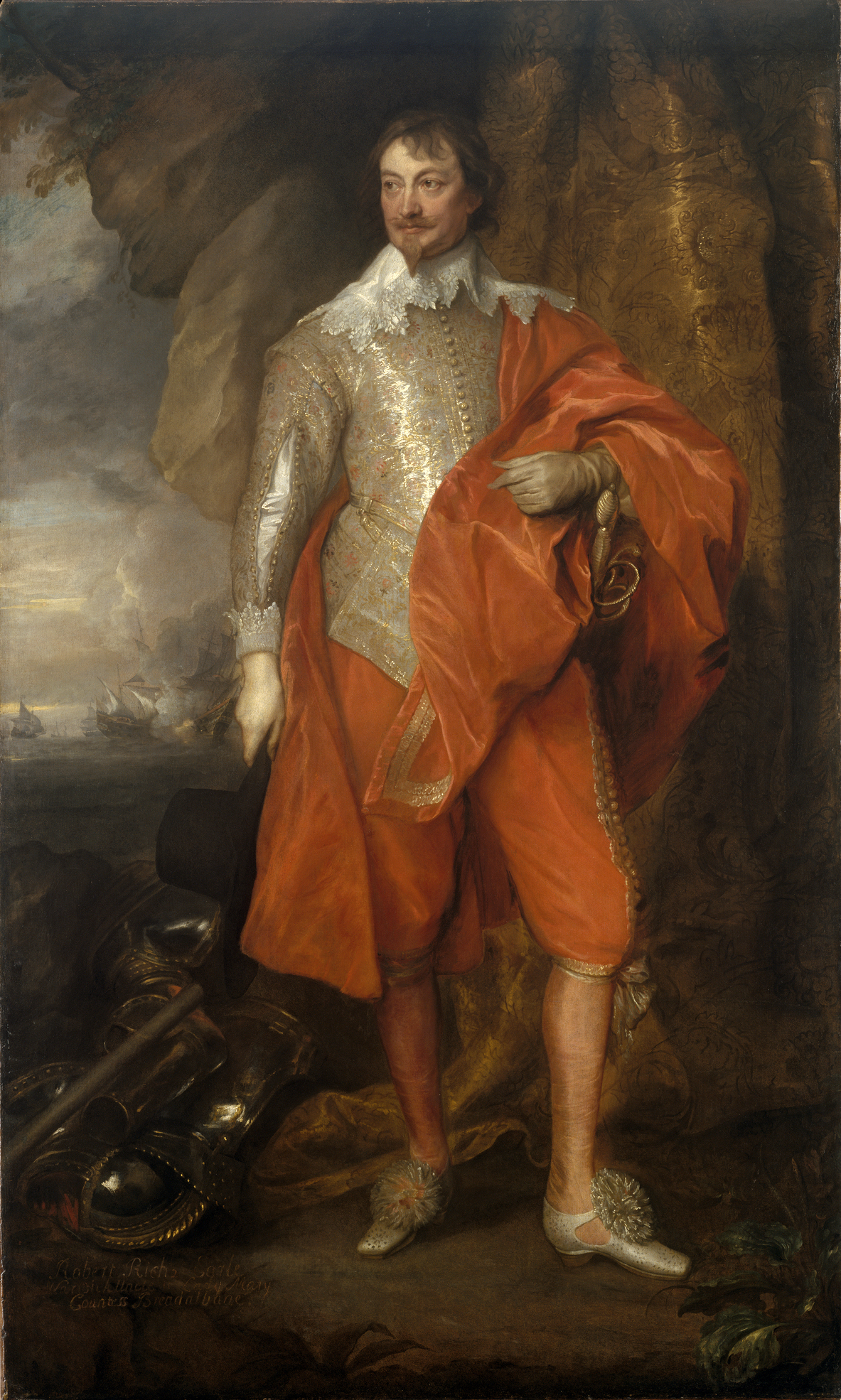
Robert Rich, 2. Earl of Warwick, Porträt von Anthonis van Dyck

Robert Rich, 2. Earl of Warwick (* 5. Juni 1587; † 19. April 1658 in London) war ein englischer Peer, Kolonialverwalter, Admiral und Puritaner.

## Leben
Er war der älteste Sohn des Robert Rich, 1. Earl of Warwick, aus dessen erster Ehe mit Lady Penelope Devereux. Einer seiner jüngeren Brüder war Henry Rich, 1. Earl of Holland (1590–1649).
1603 wurde er anlässlich der Krönung König Jakobs I. zum Knight of the Bath geschlagen. 1614 wurde er als Abgeordneter für das Borough Maldon in Essex ins House of Commons gewählt. Beim Tod seines Vaters erbte er 1609 dessen Adelstitel als 2. Earl of Warwick und 4. Baron Rich und wurde Mitglied des House of Lords. Robert entwickelte schon frühzeitig Interesse an kolonialen Unternehmungen, so dass er sich an den Guinea, New England und Virginia Companies beteiligte, sowie dem Tochterunternehmen der Virginia Company, der Somers Isles Company. Warwicks Unternehmungen verwickelten ihn in Auseinandersetzungen mit der British East India Company (1617) und mit der Virginia Company, welche 1624 als Folge seiner Einwirkung verdrängt wurde. 1625 wurde er zum Lord Lieutenant von Essex ernannt und 1627 kommandierte er einen missglückten Kapererfeldzug gegen die Spanier.
Warwicks puritanische Beziehungen und Wohlwollen entfremdeten ihn allmählich vom Hof, förderten jedoch seine Verbindung mit Neuenglands Kolonien. 1628 vermittelte er indirekt das Patent für die Massachusetts Bay Colony und 1631 bewilligte er das Saybrook-Patent in Connecticut. Im selben Jahr wurde er gezwungen, als Präsident der New England Company zurückzutreten, jedoch führte weiter die Somers Isles Company und die Providence Island Company, die 1630 gegründet wurde und die Old Providence an der Miskitoküste verwaltete. Währenddessen widersetzte sich Warwick in England der Zwangsanleihe von 1626, der Zahlung des Ship Money, sowie Lauds Kirchenpolitik.
Seine Richneck Plantation in Virginia lag dort, wo jetzt die Stadt Newport News liegt. Der Warwick River, die Warwick Towne, der Warwick River Shire und das Warwick County in Virginia sind alle nach ihm benannt worden, ebenso wie die Stadt Warwick auf Rhode Island und der Warwick Parish in Bermuda. Die älteste Schule auf Bermuda, die Warwick Academy, wurde auf dem zuvor von ihm zur Verfügung gestellten Land in Warwick Parish erbaut. Der Unterricht dort begann in den 1650er Jahren, die offizielle Eröffnung fand 1662 statt.
1641 wurde er ins Privy Council aufgenommen und seinem ältesten Sohn Robert wurde vorzeitig sein nachgeordneter Titel als 5. Baron Rich übertragen, wodurch dieser nun neben ihm Mitglied des House of Lords war. Nachdem Algernon Percy, 10. Earl of Northumberland, als Lord High Admiral 1642 entlassen worden war, verlieh das Parlament Warwick das Oberkommando über die englische Flotte. Er hatte diese Stellung bis 1649 inne und während des englischen Bürgerkriegs die „Castles of the Downs“ (Walmer Castle, Deal Castle und Sandown Castle) für das Parlament ein; von 1648 bis 1653 war er sodann Captains von Deal Castle.

## Ehen und Nachkommen
Er war dreimal verheiratet. In erster Ehe heiratete er Frances Hatton († 1634), Tochter des Sir William Hatton. Mit ihr hatte er vier Söhne und drei Töchter:
- Robert Rich, 3. Earl of Warwick (1611–1659);
- Charles Rich, 4. Earl of Warwick (1616–1673);
- Hon. Henry Rich († unverheiratet);
- Hon. Hatton Rich († unverheiratet);
- Lady Anne Rich († 1642) ⚭ 1625 Edward Montagu, 2. Earl of Manchester;
- Lady Lucy Rich (um 1615–nach 1635) ⚭ 1630 John Robartes, 1. Earl of Radnor;
- Lady Frances Rich († 1692) ⚭ um 1653 Nicholas Leke, 2. Earl of Scarsdale.

In zweiter Ehe heiratete er Susan Rowe († 1646), Tochter des Sir Henry Rowe und Witwe des William Halliday, und in dritter Ehe 1646 Eleanor Wortley († 1667), Tochter des Sir Richard Wortley und Witwe des Sir Henry Lee, 1. Baronet und des Edward Radcliffe, 6. Earl of Sussex. Diese beiden Ehen blieben kinderlos.
Als er 1658 starb beerbte ihn sein ältester Sohn Robert als 3. Earl of Warwick. Seine Witwe Eleanor heiratete um 1659 Edward Montagu, 2. Earl of Manchester, den Witwer seiner ältesten Tochter Anne.